# Schlechteberg
Der Schlechteberg in Ebersbach ist ein Berg des Lausitzer Berglandes im Landkreis Görlitz mit einer Höhe von 485 m ü. NHN. Der Berg ist ebenso wie der in unmittelbarer Nähe liegende Kottmar und der Löbauer Berg ein erloschener Vulkan des tertiären Vulkanismus. Der Name des Berges lässt mehrere Deutungen zu. Auf ein äußeres Merkmal würde die Ableitung von mittelhochdeutsch sleht = eben hinweisen.
Der Berg ist über eine Zufahrtsstraße ausgehend von der Bundesstraße 96 bis zum großflächig angelegten Parkplatz am Wasserhäuschen nahe der Bergkuppe erreichbar. Am südlichen und westlichen Fuß erstreckt sich entlang der Spree an der deutsch-tschechischen Grenze die Ortschaft Spreedorf. Seit dem Jahr 1957 gilt der Schlechteberg durch einen Ratsbeschluss als Naherholungsgebiet.

## Geologie
Der mischwaldbestockte Schlechteberg mit seinen umgebenden Grünlandflächen erhebt sich geografisch mitten im Wohngebiet von Ebersbach am westlichen Ende der Höhenschwelle zwischen den beiden Spreehauptquellarmen. Seine Kammlinie streicht von Nordwest nach Südost und folgt damit einem breiten Gang von Nephelinbasanit, dessen Blöcke die drei Steilhänge des Schlechteberges bedecken. Der Gang ist an seiner Ostflanke dagegen fast bis zum Gipfel von tiefgründig zersetztem Granodiorit eingehüllt. Unter den östlich an den Berg anschließenden Feldfluren und unter dem 1925 angelegten Sportplatz verbergen sich hart unter der Oberfläche kleinere Basaltvorkommen, die aber nur geringmächtig und auch teilweise von Tuff begleitet sind. Alle diese Basalte gehören zum Außenrand der Basaltdecken von Neugersdorf-Leutersdorf.
Man findet in den pleistozänen Schmelzwasserablagerungen der tieferen Hänge zahlreiche nordische Geschiebe, während sie am Berg in höheren Lagen fehlen. Die damit einhergehenden Sandablagerungen wurden bis in das 20. Jahrhundert in zahlreichen Sandgruben gewonnen. Kiesdorf, eine nach dem Volksmund so genannte, kleine Siedlung, wurde im Gelände der ehemaligen Gemeindesandgruben erbaut. Reste einer Terrasse deuten etwa 20 Meter über der Talsohle einen älteren Talboden der Oberspree an. Der Quellhorizont am Berghang versorgte vor der Errichtung der Ortswasserleitung die unterhalb liegenden Bauernwirtschaften und das nahe gelegene Bahnhofsgelände. Am Hang des Schlechteberges liegen seit 1913 die Hochbehälter der Ebersbacher Wasserleitung.

## Flora und Fauna
Die seit dem 19. Jahrhundert im Waldbestand üblichen Fichtenreinbestände wurden größtenteils wieder durch Mischwald ersetzt. In ihm lebt heute eine artenreiche Kleinvogelwelt. Bereits seit 1868 setzte sich der Ebersbacher Humboldtverein für praktischen Vogelschutz im Gebiet ein. Er veröffentlichte in seinen Festschriften verschiedene Faunen- und Florenlisten der Gegend. Bei einem Vergleich mit den 1886 und 1911 veröffentlichten Florenlisten kann man erhebliche Verluste in der Pflanzenwelt feststellen, dabei die meisten Vertreter der örtlichen Basaltflora und alle Orchideen. Zudem überwuchert seit 1941 das Kleine Springkraut (Impatiens parvijtora) niedrige Vertreter der untersten Pflanzenschicht. Lokalklimatisch fällt der Gegensatz zwischen den warmen Trockenlagen der Südseite des Schlechteberges und seinem kühlfeuchten Nordhang auf, der sich nicht nur im Pflanzenbestand auswirkt. So fallen auch die phänologischen Terminunterschiede des Beginnes der Schneeschmelze von 8 und mehr Tagen auf. Für tiefziehende Gewitter stellt der Bergrücken des Schlechteberges oft eine örtliche Wetterscheide dar.

## Sehenswürdigkeiten
Nahe der Bergkuppe befinden sich ein 1912 angelegter Alpengarten und die im selben Jahr erbaute Humboldtbaude. Über den gesamten Nordhang erstreckt sich von hier aus auch ein Skihang und Schlepplift, der 1970 von der Sektion Wintersport errichtet wurde.

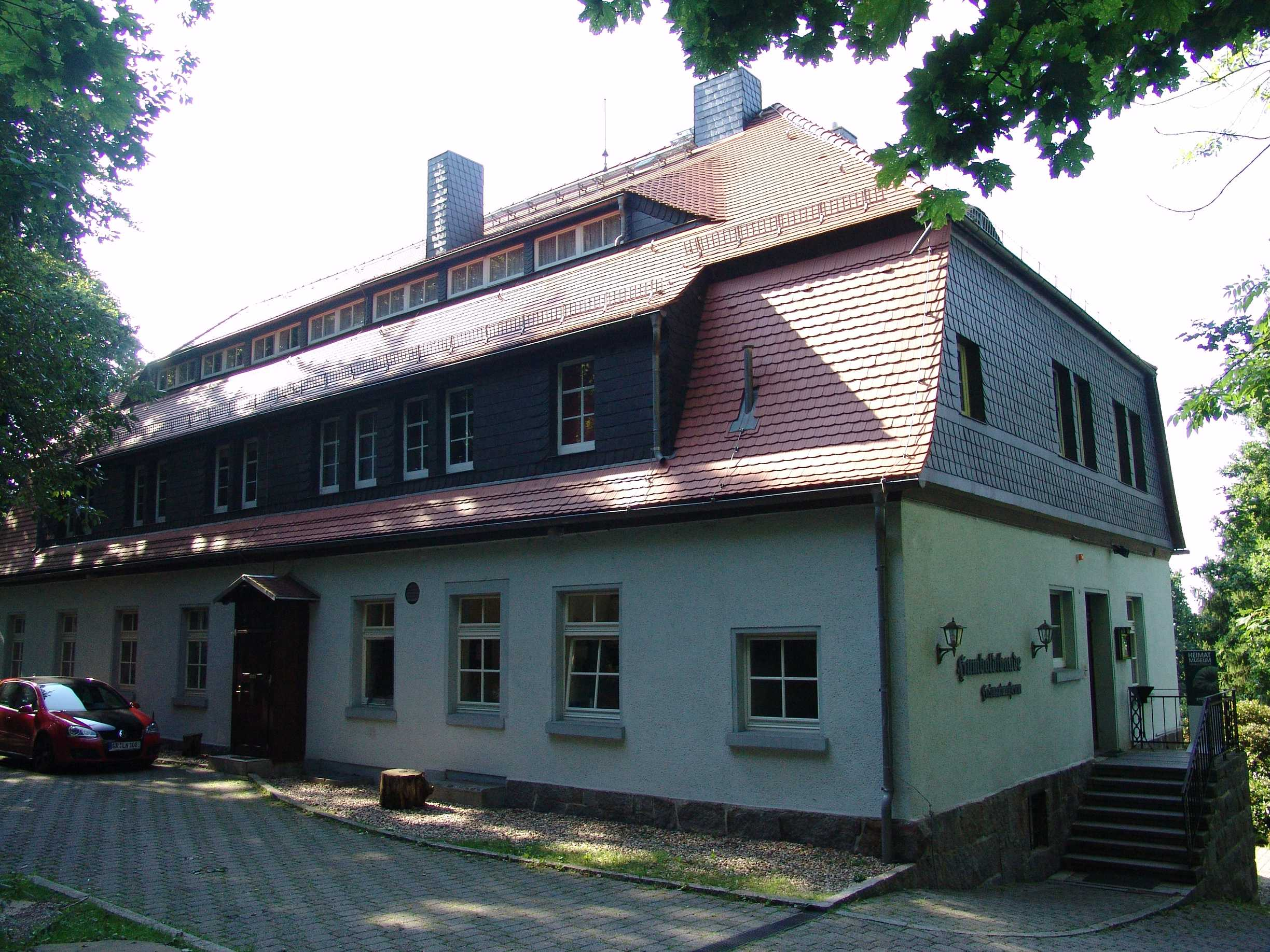
Humboldtbaude

Die Baude mit Berggaststätte wurde 1912 vom ehemaligen Humboldtverein Ebersbach errichtet, um damit eine Möglichkeit der Unterbringung für seine wissenschaftlichen Sammlungen zu schaffen. In diesem Verein hatten sich im Jahre 1861 auf Anregung von Emil Adolf Rossmässler aus Leipzig, mehrere Dorfbewohner zusammengefunden, um sich zunächst naturwissenschaftliche Kenntnisse im Sinne Alexander von Humboldts anzueignen und später weiter zu verbreiten. Ferner wandte man sich bald auch anderen gemeinnützigen Aufgaben zu, darunter auch der Gebirgsvereinstätigkeit. Von den eigenen wissenschaftlichen Forschungen zeugen außer den Belegen im Museum die Beiträge in den Festschriften der Jahre 1886, 1911 und 1938. 1938 wurde die Bergbaude erweitert und eine Terrasse wurde angebaut. Von 1994 bis 2004 erfolgte eine kontinuierliche Modernisierung der Bergbaude.
Die im Erdgeschoss befindliche Berggaststätte (seit 1987 genutzt) wurde schon 2009 geschlossen.
Das ehemalige Heimatmuseum der Stadt Ebersbach in der Humboldtbaude barg in 5 Schauräumen die Sammlung nicht nur für das Stadtgebiet von Ebersbach, sondern auch für die umgebende Landschaft. Schwerpunkte bildeten Belegstücke aus den Bereichen Zoologie, Botanik, Geologie, Ur- und Frühgeschichte, Orts- und Regionalgeschichte und Volkskunde. Sein wissenschaftliches Ansehen verdankte das Heimatmuseum den Sammlungen von zwei Ebersbacher Laienforschern: August Weise (1833–1910) und Hermann Andert (1879–1945). Außer bedeutenden Belegen der umgebenden Landschaft birgt das Museum auch Originale von einmaligem internationalen Fachwert (z. B. Fossilienstücke der Oberen Kreide). Die Neugestaltung nach dem Zweiten Weltkrieg entstand unter Werner Andert, der seit 1946 das Museum ehrenamtlich leitete. Der bis 2011 vorhandene Sammlungsbestand kann mit ca. 100.000 Sachzeugen angegeben werden. Mit der Gemeindefusion der Städte Ebersbach und Neugersdorf im Jahr 2011 erhielt das Museum die Sammlungen des einstigen "Naturwissenschaftlichen Vereins zu Gersdorf", der sich im Jahre 1866 gründete. Seine geschaffenen Sammlungen, Dokumentationen und Chroniken bildeten 1932 den Grundstein für die Gründung des städtischen Museums Neugersdorf. Das Museum befand sich bis Ende 2019 in der Humboldtbaude.
Unmittelbar unterhalb der Humboldtbaude liegt der ca. 2500 Quadratmeter umfassende Pflanzengarten. Er enthielt ursprünglich nur Vertreter der Hochgebirgsfloren, zu denen aber dann auch andere Zierpflanzen kamen. Ein 1948 eingeweihter Gedenkstein im Pflanzengarten erinnert an Hermann Andert, unter dessen Obhut die Humboldtbaude und der Pflanzengarten entstanden sind. Seine wissenschaftlichen Forschungen auf dem Gebiet der Paläontologie werden bis heute von der internationalen Fachwelt geschätzt.
Ab 1946 betreuten Freunde der Humboldtgruppe Ebersbach des Kulturbundes der DDR und dann ab 1993 Mitglieder des NABU-Kreisverbandes Löbau e. V. ehrenamtlich diese Anlage. Seit 2016 kümmert sich der ortsansässige Gewerbeverein in Zusammenarbeit mit der Stadtverwaltung darum, dem drohenden Verfall der Humboldtbaude und des angrenzenden Pflanzengartens entgegenzuwirken. Seitdem fanden mehrere Veranstaltungen auf dem Hausberg der Stadt Ebersbach-Neugersdorf statt. Die Stadt Ebersbach-Neugersdorf ist auf der Suche nach einem seriösen Investor, der diesem geschichtsträchtigen Ort eine Zukunft gibt.

### ehemaliger Aussichtsturm

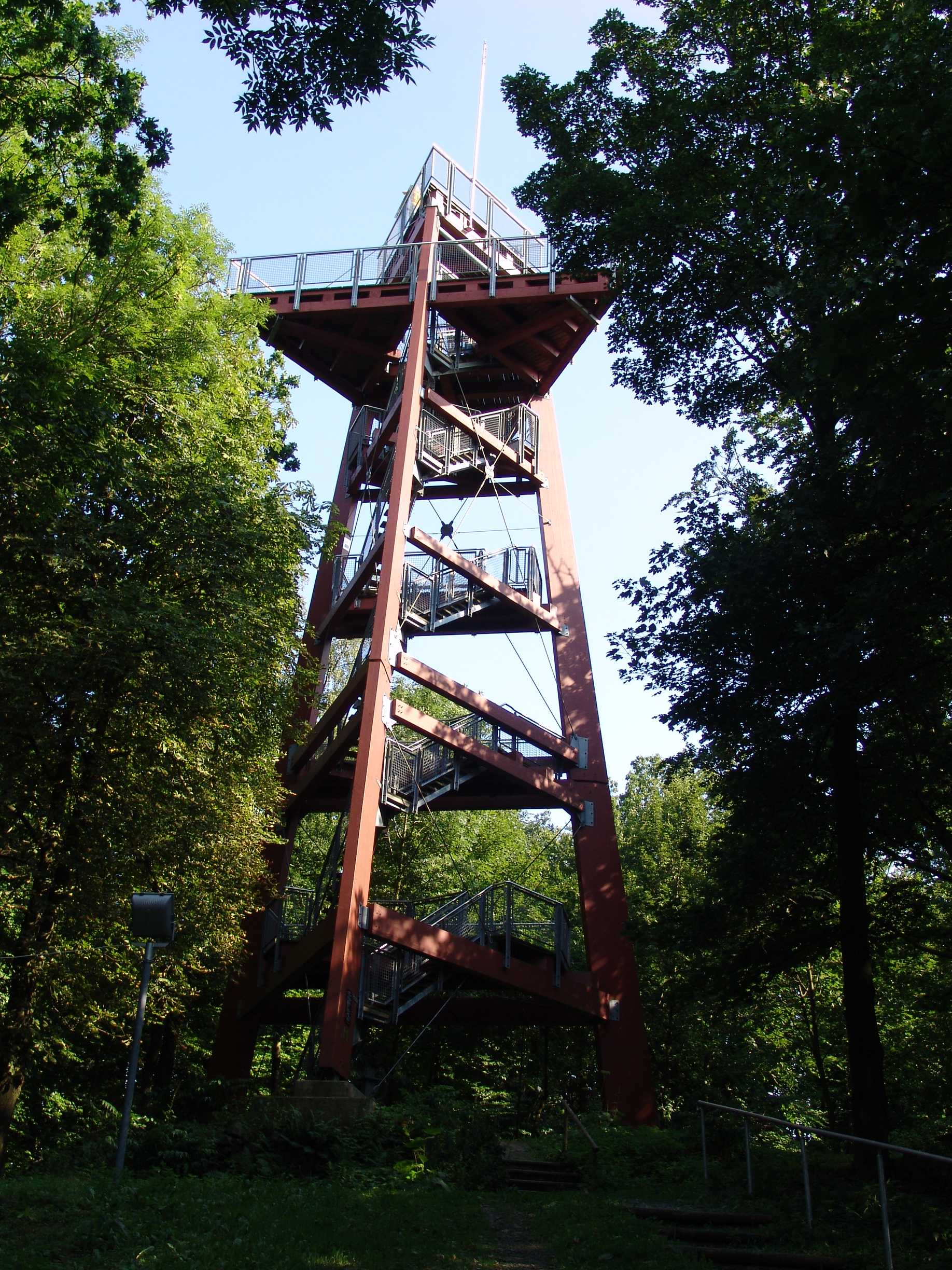
Ehemaliger Aussichtsturm

Der 22 m hohe Aussichtsturm mit 108 Stufen wurde am 2. Mai 1998 eingeweiht. Eindrucksvoll war von ihm der Blick nach Osten und Süden vom Riesengebirge (mit der Schneekoppe) über das Isergebirge, Jeschken, Zittauer Gebirge, die Ausläufer des Böhmischen Mittelgebirges bis zu den fernen Höhen des Osterzgebirges. Nachdem der Turm wegen erforderlicher Sanierungsmaßnahmen lange Zeit gesperrt war, wurde er im Januar 2020 abgerissen.

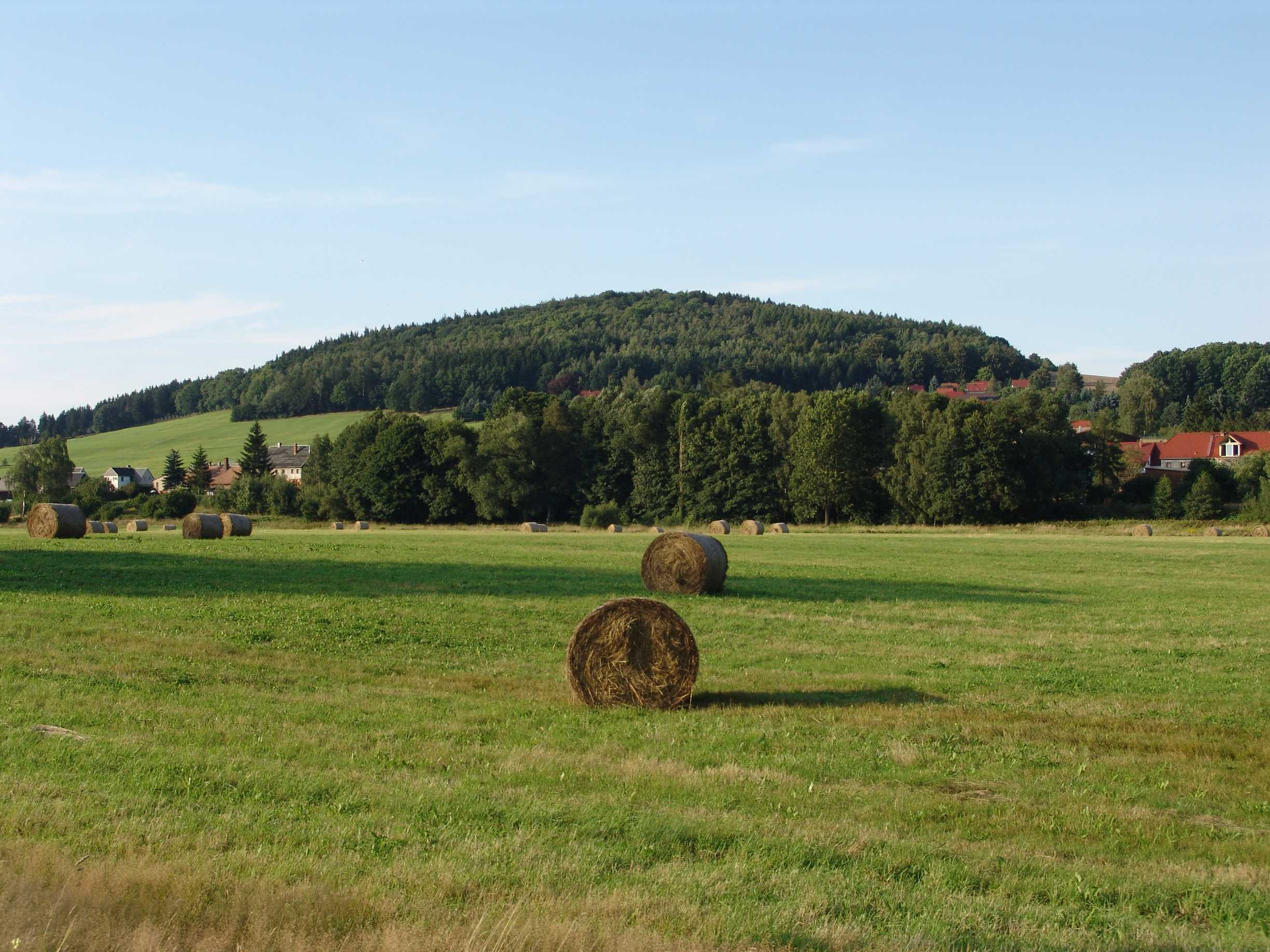
Schlechteberg von Jiríkov aus gesehen
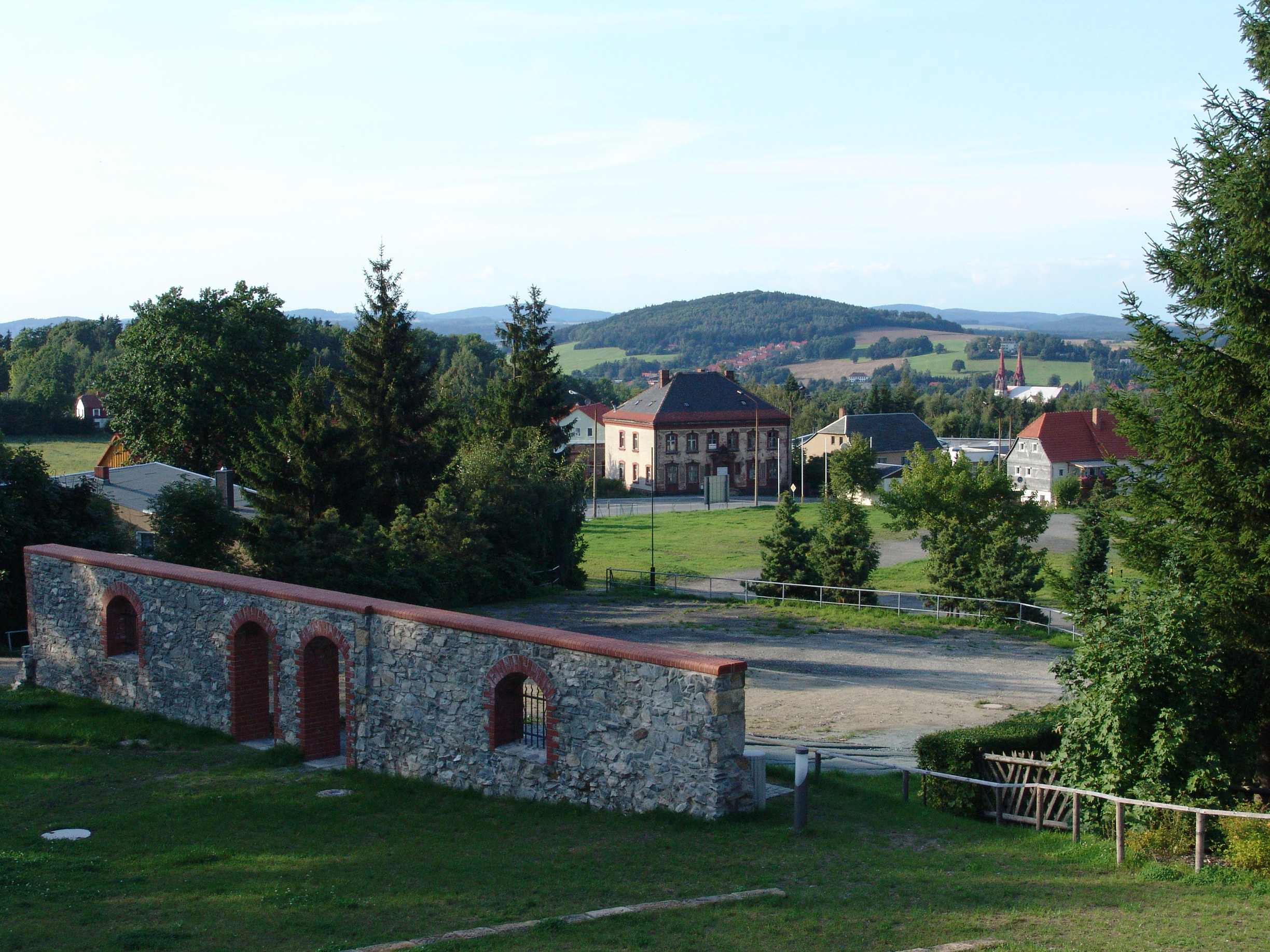
Schlechteberg von Neugersdorf aus gesehen